# آندروکا
آندروکا (به لاتین: Androka) یک منطقهٔ مسکونی در ماداگاسکار است که در آمپانیی واقع شده‌است. آندروکا ۴٬۵۷۵ کیلومتر مربع مساحت و ۳۹٬۱۶۸ نفر جمعیت دارد و ۱۷۷ متر بالاتر از سطح دریا واقع شده‌است.